# Manoir de la Baronnière
Le manoir de la Baronnière est un manoir situé à Avoine (Indre-et-Loire) et inscrit aux monuments historiques le 16 septembre 1949.